# Ріхард Кноппер
Ріхард Кноппер (нід. Richard Knopper, нар. 29 серпня 1977, Рейсвейк) — нідерландський футболіст, що грав на позиції півзахисника. По завершенні ігрової кар'єри — тренер.
Виступав, зокрема, за клуб «Аякс», з якою став дворазовим чемпіоном Нідерландів і дворазовим володарем Кубка Нідерландів, а також молодіжну збірну Нідерландів, з якою був учасником молодіжного Євро-2000.

## Клубна кар'єра
Народився 29 серпня 1977 року в місті Рейсвейк і почав займатися футболом у 1984 році у віці семи років у складі юнацької команди «Рейсвейк». У 1988 році Рішард перейшов у юнацьку команду роттердамського «Феєнорда», а 1993 року перейшов у стан амстердамського «Аякса».
1997 року підписав довгостроковий контракт з «Аяксом» і дебютував в основній команді 9 листопада 1997 року в матчі проти роттердамської «Спарти». У тому матчі Рішард вийшов на заміну на 79-й хвилині замість аргентинця Маріано Хуана, матч завершився гостьовою перемогою «Аякса» з розгромним рахунком 5:0. У дебютному сезоні за «Аякс» Кноппер провів лише два матчі у Ередивізі, і в обох матчах його команда здобувала великі перемоги. Так само і у наступному сезоні 1998/99 головний тренер «Аякса» данець Мортен Ольсен не надто багато давав ігрового часу Кнопперу, який зіграв лише в одинадцяти матчах чемпіонату.
У 1999 році після приходу на посаду головного тренера «Аякса» Яна Ваутерса, який до цього тренував молодіжний склад «Аякса», Кноппер став беззаперечним гравцем основного складу. Свої перші голи за «Аякс» Ріхард забив 20 серпня 1999 року в матчі чемпіонату Нідерландів сезону 1999/00 проти клубу МВВ, відкривши рахунок на 20-й хвилині з передачі Браяна Лаудрупа, а на початку другого тайму на 50-й хвилині оформив дубль, асистував йому знову Лаудруп. У підсумку матч завершився гостьовою перемогою «Аякса» з рахунком 6:2. Протягом усього сезону Кноппер регулярно відзначався забитими м'ячами, забив 15 м'ячів у 33 матчах чемпіонату за підсумками сезону, через що отримав звання найкращого таланту року в «Аяксі». Аякс за підсумками сезону 1999/00 посів п'яте місце, піднявшись на одну позицію вгору в порівнянні з сезоном 1998/99.
Через не надто успішний виступ «Аякса» головний тренер Ян Ваутерс за підсумками сезону залишив клуб, а на його місце прийшов Ко Адріансе. Під його керівництвом продовжив залишатись основним гравцем, але в жовтні 2000 року отримав важку травму гомілкостопу і був змушений пропустити майже весь сезон. На поле Кноппер повернувся лише у травні 2001 року, у матчі чемпіонату Нідерландів проти «Вітесе», вийшовши на заміну на 75-й хвилині замість Ріхарда Вітсхге, а матч завершився домашньою поразкою «Аякса» з рахунком 1:2. Загалом, у досить невдалому для Кноппера сезоні, він зіграв лише вісім матчів і забив три голи. «Аякс» і без допомоги Кноппера зміг посісти третє місце в чемпіонат, багато в чому завдяки Роналду Куману, який прийшов на місце звільненого наприкінці листопада 2000 року Ко Адріансе. Однак після приходу Кумана, Кноппер став все рідше потрапляти в основний склад, оскільки як у півзахисті з'явился серйозна конкуренція, багато в чому через це Ріхард зіграв лише в одинадцяти матчах чемпіонату. Але за підсумками сезону «Аякс», через чотири роки, знову повернув собі титул чемпіона Нідерландів, а Кноппер виграв свій перший титул у кар'єрі.
У серпні 2002 року через те, що Кноппер не проходив до основного складу, керівництво вирішило віддати Ріхарда в річну оренду грецькому «Арісу» з міста Салоніки. У складі «Аріса» він у сезоні 2002/03 зіграв 21 матч та забив 1 гол. У липні 2003 року Кноппер повернувся в «Аякс», а вже через місяць, у серпні, знову був відданий в оренду, цього разу у «Геренвен». Дебютував за команду 17 серпня 2003 року в матчі проти «Волендама», який завершився гостьовою перемогою «Геренвена» з рахунком 0:1. Через місяць, 20 вересня, Ріхард забив свій перший м'яч за «Геренвен» в гостьовому матчі проти АЗ на 43-й хвилині, але він не допоміг його клубу уникнути поразки з рахунком 1:3. Всього за «Геренвен» у сезоні 2003/04 Кноппер провів 32 матчі та забив 9 м'ячів.
У липні 2004 року Кноппер підписав трирічний контракт із клубом «Вітесс». Незважаючи на те, що контракт з «Аяксом» у Рішарда діяв до 30 червня 2005 року, керівництво амстердамського клубу вирішило відпустити Кноппера у «Вітесс» безкоштовно, хоча до цього Ріхарду пропонували знову перейти в один із клубів в оренду, але Кноппер від цієї ідеї відмовився. Дебютував 13 серпня 2004 року в матчі проти «Роди», що завершився гостьовою перемогою «Вітеса» з рахунком 2:3. У складі «Вітеса» за два сезони Ріхард провів 47 матчів та забив 8 м'ячів.
У 2006 році у Кноппера і у нового головного тренера «Вітеса» Ада де Моса виникли розбіжності, і Ріхард перейшов в оренду до клубу «АДО Ден Гаг». За АДО у сезоні 2006/07 він зіграв 15 матчів і забив два м'ячі. Після закінчення оренди Ріхард як вільний гравець перейшов у АДО, оскільки його контракт з «Вітессом» минув, підписавши угоду до 2010 року, навіть незважаючи на те, що клуб вилетів у Ерстедивізі. Дебютував у другому дивізіоні 10 серпня 2007 року в матчі проти МВВ, але дебют видався невдалим, АДО програв у гостях з рахунком 2:1, єдиний м'яч за АДО забив нападник Ганс ван де Гар з передачі Кноппера. Загалом у сезоні 2007/08 Кноппер забив 5 м'ячів у 25 матчах, а його команда посіла шосте місце у турнірній таблиці і через плей-оф чемпіонату змогла повернути собі місце у вищому дивізіоні Нідерландів. Там він грав до кінця сезону 2009/10, після чого з ним не продовжили контракт.
У січні 2011 року Кноппер став гравцем індонезійського клубу ПСМ (Макасар), де грав до вересня. Після цього повернувся на батьківщину і завершив кар'єру у аматорському клубі «Гагландія».

## Виступи за збірну
У 1998—2000 роках залучався до складу молодіжної збірної Нідерландів, з якою був учасником молодіжного чемпіонату Європи 2000 року, де нідерландці не вийшли з групи. Всього за молодіжку провів 12 матчів і забив 2 голи.

## Кар'єра тренера
У січні 2012 року Кноппер був найнятий менеджером по роботі з клієнтами в своєму колишньому клубі «АДО Ден Гаг». З кінця травня 2013 року Кноппер також тренував молодіжну команду клубу U-18. У лютому 2014 року залишив посаду менеджера по роботі з клієнтами, але продовжив тренувати команду U-18. З сезону 2014/15 Кноппер очолював команду U-15, а в сезоні 2015–16 — команду U-17. 
Наприкінці серпня 2015 року Кноппер також був найнятий асистентом тренера Едвіна Петерсена у юнацькій збірній Нідерландів U-16. Влітку 2016 року Кноппер залишив посаду в АДО і в юнацькій збірній.
У травні 2016 року Кноппер приєднався до «Аякса» напередодні нового сезону, де він по черзі тренував юнацькі команди U-16 і U-15, а напередодні сезону 2018/19 його підвищили до тренера команди U-17. Він покинув «Аякс» влітку 2020 року.
1 липня 2020 року Кноппер повернувся у «АДО Ден Гаг», ставши помічником головного тренера першої команди Александра Ранковича, але вже 8 листопада після звільнення Ранковича також залишив клуб. 12 жовтня 2021 року Кноппер знову повернувся до АДО, ставши тренером нападнимць жіночої команди клубу.

## Титули і досягнення
- Чемпіон Нідерландів (2):

«Аякс»: 1997/98, 2001/02
- Володар Кубка Нідерландів (2):

«Аякс»: 1998/99, 2001/02